# Amphiarthrose
Une amphiarthrose (ou articulation semi-mobile ou hémiarthrose) est une articulation qui du point de vue fonctionnel a une mobilité réduite.
Il en existe deux types : 
- la syndesmose dont les surfaces osseuses sont unies par du tissu conjonctif fibreux,
- la symphyse dont les surfaces osseuses sont unies par du fibrocartilage.

## Syndesmose
Une syndesmose est une amphiarthrose dont les surfaces osseuses sont reliées par des ligaments interosseux ou des ligaments périarticulaires.
Lorsqu'une pièce osseuse pénètre l'autre on parle de gomphose. 
C'est le cas de :
- la syndesmose tibio-fibulaire,
- la syndesmose radio-ulnaire,
- la syndesmose dento-alévéolaire qui est une gomphose,
- la syndesmose tympano-stapédiale,
- des syndesmoses du thorax qui unissent les côtes entre-elles,
- des syndesmoses du crâne réalisées par le ligament ptérygo-spinal et le ligament stylo-hyoïdien,
- des syndesmoses de la colonne vertébrale avec l'ensemble des ligaments de l'arc vertébral (ligaments inter-épineux, ligaments jaunes, ligaments inter-transversaires, ligament supra-spinal, ligament nuchal, ligaments longitudinaux antérieur et postérieur).

## Symphyse
Une symphyse est une amphiarthrose dont les surfaces osseuses sont reliées par du tissu fibrocartilagineux.
C'est le cas de la symphyse pubienne et des symphyses intervertébrales.